# Nicola Colonna di Stigliano
Nicola Colonna di Stigliano (né le 5 juillet 1730 à Naples, dans le royaume de Naples et mort le 30 mars 1796 à Savignano sul Rubicone) est un cardinal italien du XVIIIe siècle.  

## Biographie
Nicola Colonna di Stigliano est né à Naples le 15 juillet 1730, quatrième des sept enfants de Ferdinando Colonna, Ier prince de Stigliano, et de son épouse Luigia Caracciolo, des princes de Santobuono et des ducs de Bagnara. Ses frères et sœurs étaient Marcantonio (vice-roi de Sicile en 1774), Giuliano, Felice, Lorenzo Filippo, Margherita et Costanza. Il était l'arrière-petit-fils du cardinal Prospero Colonna et le neveu du cardinal Giovanni Costanzo Caracciolo, mais il fut le dernier cardinal de la dynastie Colonna.
Après avoir étudié à l'université La Sapienza de Rome, où il obtient un doctorat in utroque iure le 13 avril 1752, il est nommé référendaire du Tribunal de la Signature apostolique le 6 juillet de la même année, puis protonotaire apostolique participant et rapporteur de la Sacrée Consultation. Légat adjoint à Ferrare de 1753 à 1759, en raison d'une incompatibilité avec le cardinal légat Giovanni Francesco Banchieri, il réside à Bologne. Clerc de la Chambre apostolique depuis 1756, il en devient le président en 1761. Préfet des archives à partir de 1768, il devient vicaire du collège de San Lorenzo in Damaso à Rome et primicerius de l'église de Santo Spirito, obtenant le sous-diaconat le 6 avril 1776, avec le diaconat deux jours plus tard.
Ordonné prêtre le 9 avril 1776, il est élu archevêque titulaire de Sébaste (de) le 20 mai de la même année et est consacré le 28 mai suivant dans la cathédrale de Frascati par le cardinal Enrico Benedetto Stuart, évêque de ce diocèse et duc d'York, assisté d'Orazio Mattei (de), archevêque titulaire de Colosses (de), et d'Étienne-Évode Assemani, archevêque titulaire d'Apamée (de). Nonce apostolique en Espagne à partir du 7 juin 1776, il arrive à Madrid le 14 septembre 1776 et reste en poste jusqu'au 13 septembre 1785, date à laquelle arrive son successeur, Ippolito Vincenti Mereri, archevêque titulaire de Corinthe. Pendant ses années à la cour d'Espagne, il bénéficie de grands avantages accordés par le roi Charles III, qui le tient en haute estime.
Le pape Pie VI l'élève au rang de cardinal au consistoire du 14 février 1785 et lui envoie le chapeau de cardinal à Madrid par bref apostolique du 25 février 1785, porté par Monseigneur Marino Carafa en sa qualité de légat du pape. La cérémonie solennelle d'imposition de la barrette par le roi Charles III se déroule en présence de toute la cour royale espagnole, de la famille royale et des ambassadeurs de France et du royaume de Naples. Le 18 mai 1786, à Rome, il reçoit officiellement la barrette de cardinal avec le titre de Santo Stefano al Monte Celio (24 juillet). Attribué aux congrégations de la Propaganda Fide, de la Sacra Consulta, des Évêques et des Régulateurs et des Eaux, il fut nommé légat pontifical en Romagne pour une période de trois ans à partir du 24 juillet 1786, faisant son entrée solennelle dans sa légation le 22 décembre suivant, puis obtenant le renouvellement pour trois années supplémentaires en 1789, terminant son légat en 1795.
Il meurt à Savignano di Romagna le 31 mars 1796, où il s'était retiré. Inhumé temporairement au collège de Savignano, son corps fut ensuite transféré à Rome et enterré dans la chapelle de la crèche de la basilique de Santa Maria Maggiore, dont il avait été le patron.